# Assunta Spina (dramma)
Assunta Spina è un dramma scritto da Salvatore Di Giacomo e tratto dall'omonima novella pubblicata nel 1888, successivamente portato sullo schermo, prima nel 1915 (come film muto con Francesca Bertini e Gustavo Serena), poi nel 1948 sceneggiato da Eduardo De Filippo, con Anna Magnani nel ruolo della protagonista.

## Trama
L'opera, ambientata nella Napoli di inizio '900 (è stata scritta nel 1909), narra la storia di Assunta Spina, una ragazza proprietaria di una stireria, il cui fascino attira l'attenzione di diversi uomini.
Assunta ha una relazione con Michele Boccadifuoco che, per gelosia e possessività, la sfregia e viene processato. Assunta cerca di negare l'accaduto, ma è lo stesso Michele a confessare; viene condannato a due anni di galera, da scontare nel carcere di Avellino. Per Assunta sarà quindi difficile rivederlo durante il periodo di reclusione, ma in suo aiuto interviene Federico Funelli, il cancelliere, che può fare in modo che Michele sconti la sua pena a Napoli.
Assunta capisce, però, che in cambio Funelli vuole il suo corpo: tuttavia, pur di poter vedere due volte al mese Michele, accetta di concedersi a lui.
Fra Assunta e Michele non c'è amore, ma solo un legame che, per quanto passionale, Assunta non considera vincolante.
Mentre Michele è in carcere, tra Assunta e Funelli nasce una relazione, senza che lei però sappia che lui ha famiglia.
Col tempo, il rapporto si logora e Funelli si allontana progressivamente, fino a non farsi più sentire.
Una sera, Assunta dà un ultimatum a Funelli e lo costringe ad andare da lei per parlare; nel frattempo, però, all'insaputa di tutti, Michele è stato scarcerato in anticipo e si reca da Assunta per farle una sorpresa.
Quest'ultima, vedendolo, decide di confessare tutto e di dire a Michele della sua relazione con Funelli.
Nonostante la sua disperazione all'idea di dover tornare in carcere per colpa di Assunta, Michele si arrende al suo orgoglio e, preso un coltello, esce in strada ed uccide Federico Funelli.
All'arrivo delle guardie, però, Assunta decide di prendersi la colpa di tutto, salvando così Michele.

## Edizioni
- Salvatore Di Giacomo, Assunta Spina, in Teatro, Lanciano, R. Carabba, 1910, pp. 266-400
- Salvatore Di Giacomo, Assunta Spina, versione italiana di Francesco Flora, in "Il Dramma", n. 282, marzo 1960, pp. 12-32

## Rappresentazioni e adattamenti

### Teatro
- Assunta Spina, regia di Gennaro Pantalena, con Adelina Magnetti (Assunta), Enrico Altieri (Michele Boccadifuoco), Carlo Pretolani (Funelli), Marietta Del Giudice, Antonietta Giordano, Gennaro Pantalena, Gennaro Di Napoli, Luigi Galloro, Giovanni Pastore, Leonilde Gaglianone, Assunta Somma, Emilia Di Napoli, Francesca Bertini, Adelina Gaglianone, C. Mancuso, Teatro Nuovo di Napoli, 27 marzo 1909[2].
- Assunta Spina, tradotta in lingua da Francesco Flora[3], regia di Dario Niccodemi, interpretata da Vera Vergani, Ruggero Lupi, Luigi Cimara, Margherita Donadoni, Mario Brizzolari, Jone Frigerio, Ernesto Marini, Nino Besozzi, Gildo Meneghetti, Tina Mannozzi, Teatro Manzoni di Milano, 17 Febbraio 1928[4].
- Assunta Spina, con Anna Fougez, Amedeo Girard, Tina Castigliana, Lido Dorato di Portici, 12 agosto 1934
- Assunta Spina, regia di Sandro Bolchi, con Enrica Corti, Ottorino Guerrini, Gian Maria Volonté, Margherita Guzzinati, Lino Savorani, Teatro Stabile di Trieste, stagione 1958-59
- Assunta Spina, regia di Mico Galdieri, con Ida Di Benedetto, Antonio Casagrande, Tecla Scarano, Corrado Taranto, Giuseppe Anatrelli, Ciro Giorgio, stagione 1976-77

Il personaggio di Assunta Spina è stato interpretato anche da Mariella Gioia (con Francesco Corbinci), Tecla Scarano (con Raffaele Viviani), Amelia D’Amico (con Amedeo Girard), Annetta Lazzari (con Vittorio Farinati), Luisella Viviani, Laura Carli (regia di Anton Giulio Bragaglia).

### Cinema
- Assunta Spina, regia di Francesca Bertini e Gustavo Serena (1915)
- Assunta Spina, regia di Roberto Roberti (1930)
- Assunta Spina, regia di Mario Mattoli (1948)

### Radio

Durante le prove di Assunta Spina: Giuseppe Porelli, Corrado Annicelli, Alberto Casella, Titina De Filippo, Ilaria Marchesini

- Assunta Spina, regia di Alberto Casella, con Titina De Filippo, Corrado Annicelli, Giuseppe Porelli, Giulia D’Aprile, Jole Fierro, Lola Carloni, Armida De Pasquali, Isa Di Marzio, Enzo Donzelli, Pietro Carloni, Nino Bonanni, Aldo Giuffré, Giorgio Piamonti, Gigi Reder, Italia Marchesini, Clely Fiamma, Paolo Panelli, Franco Coop, Alighiero Noschese, Bruno Cantalamessa, A. Perrella, trasmesso il 1 maggio 1953.

### Televisione
- Assunta Spina, regia di Carlo Di Stefano, con Edmonda Aldini, Gianni Musy, Glauco Onorato, Ciro Giorgio, trasmesso il 23 febbraio 1973.
- Assunta Spina, regia di Sandro Bolchi, con Lina Sastri, Mariano Rigillo, Massimo Venturiello, Isa Danieli, trasmesso il 7 settembre 1992.
- Assunta Spina, regia di Riccardo Milani, con Bianca Guaccero, Michele Placido, Sergio Assisi e Lina Sastri, fiction trasmessa in 2 parti, rispettivamente l'8 e il 9 ottobre 2006.

### Opera lirica
- Assunta Spina, libretto di Vittorio Viviani, musica di Franco Langella, Bergamo, Teatro delle Novità, 1955[6].